# 明日風

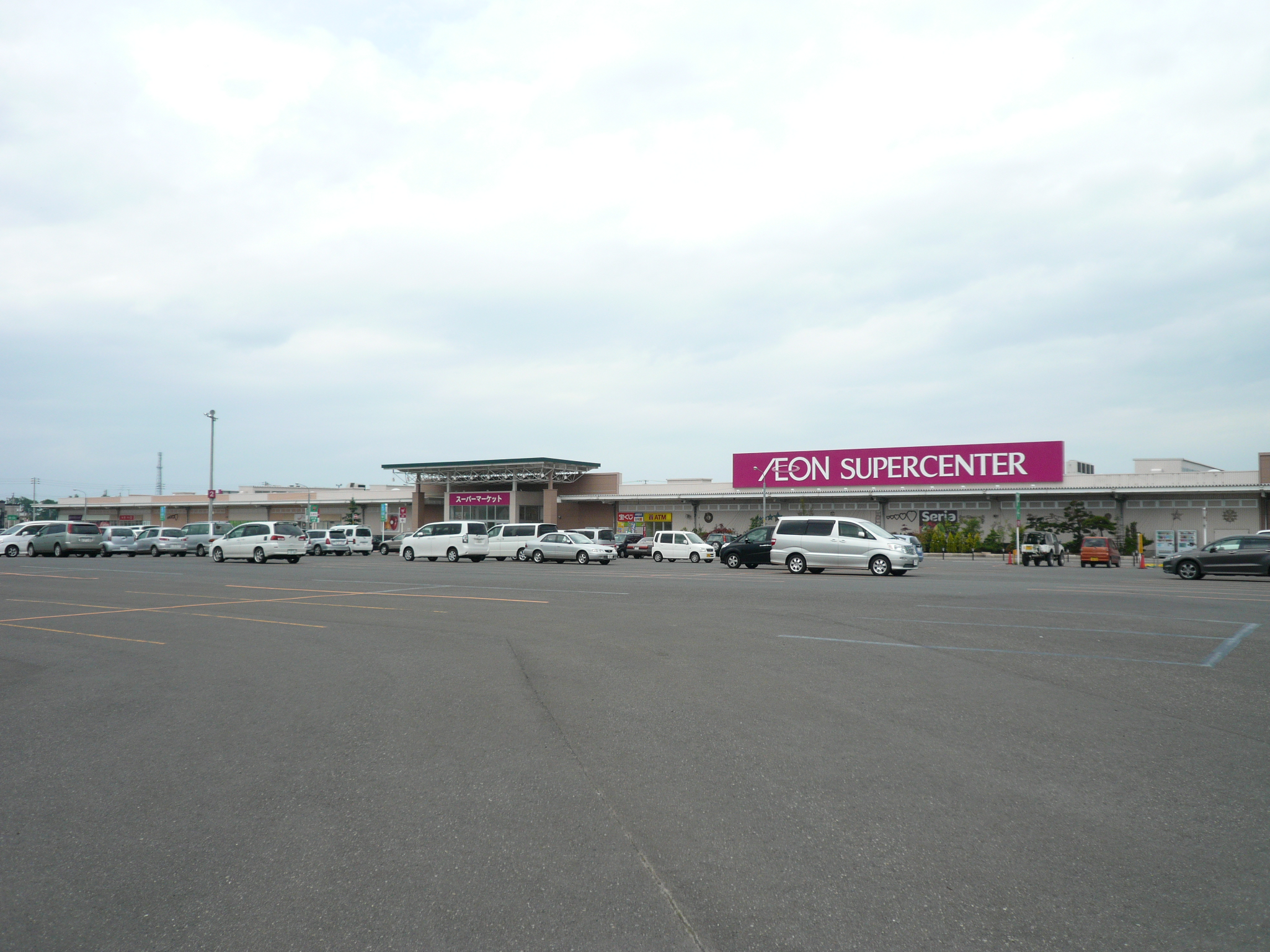
イオン札幌手稲山口ショッピングセンター（2010年7月）

明日風（あすかぜ）は、北海道札幌市手稲区にある地名である。

## 概要
2007年（平成19年）に手稲山口及び曙の一部が新規に町名整備されできた地名である。

## 地理
ダイヤ形をしていて、地区中央に明日風公園を擁し、東端にイオン札幌手稲山口ショッピングセンターがある。

### 住所
| 町丁               | 郵便番号 |
| ------------------ | -------- |
| 明日風1丁目～6丁目 | 006-0861 |

### 河川
- 手稲山口川
- 東濁川

## 歴史
明日風という地名は、ニュータウン名の「明日風のまち」に因んだものである。
- 2006年（平成18年）4月28日 - イオン札幌手稲山口ショッピングセンターが開業する。
- 2007年（平成19年） - 明日風公園の造成が開始される。
- 2007年（平成19年）10月1日 - 新規町名整備に伴い、手稲山口及び曙から分離して明日風が誕生する。
- 2008年（平成20年）4月1日 - ジェイ・アール北海道バスダイヤ改正により、地区内に初のバス路線が誕生[4]。
- 2008年（平成20年）12月24日 - 地区中央の交差点に、信号機設置。
- 2009年（平成21年） - 人口が2000人を突破する。
- 2010年（平成22年）5月15日 - 明日風公園が完成する。

## 交通

### 鉄道
地区内に鉄道は無いが、手稲区の中心駅・玄関駅である手稲駅から徒歩25分、路線バス（札樽線）で10分ほどである。

### 道路
地区の北側に近接して国道337号（道央圏連絡道路）が通っているが、地区内の道路は全て札幌市の一般市道である。
- 下手稲通：地区の南端を東西に抜ける。曙との境界。
- 曙通：地区の東端を南北に抜ける。曙との境界。
- 曲長通：地区の西端を南北に抜ける。手稲山口との境界。
- 山口中通：地区内を東西に走る
- 山口東通：地区内を南北に走る。

## 経済・産業

### 立地企業
- NICHIJO除雪機置場

### 工業
産業集積地
- 手稲明日風工業団地（明日風2丁目）

## 施設
- 北海道札幌方面手稲警察署手稲山口交番（明日風1丁目1）
- フルールハピネスていね（明日風3丁目11）
- イオン札幌手稲山口ショッピングセンター（明日風6丁目1-1）